# Lorenzo Porciatti
Lorenzo Porciatti (n. 3 septembrie 1864, Cana⁠(d), Roccalbegna, Toscana, Italia – d. 17 martie 1928, Grosseto, Toscana, Italia) a fost un arhitect italian, exponent al neogoticului și al Art Nouveau în Toscana.